# کاکی نو تانه

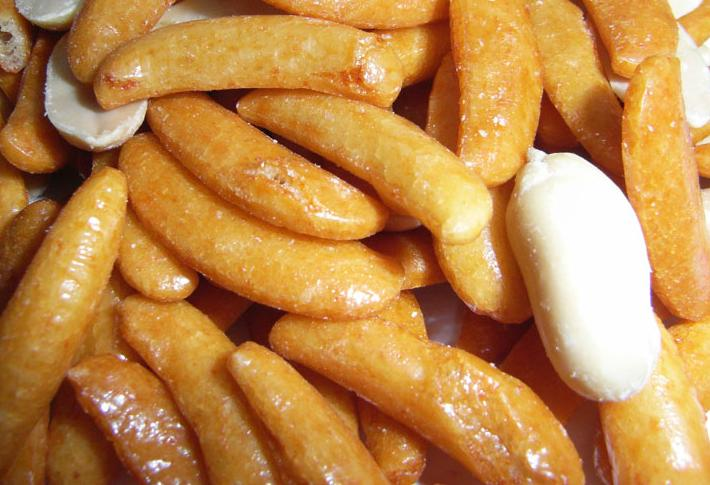
کاکی نو تانه

کاکی نو تانه (به ژاپنی: 柿の種 Kaki no tane) یکی از انواع تنقلات ژاپنی است از آرد برنج گلوتینوس (به انگلیسی: Glutinous rice) تهیه می‌شود و بر روی سطح دانه‌های آن با سس سویا مزه داده می‌شود. شکل ظاهری آن شبیه به دانهٔ خرمالوی ژاپنی است به همین جهت کانجی از به شکل دانهٔ خرمالو نوشته می‌شود. کاکی نو تانه یکی از انواع سنبی به شمار می‌آید.